# العلاقات البالاوية الكازاخستانية
العلاقات البالاوية الكازاخستانية هي العلاقات الثنائية التي تجمع بين بالاو وكازاخستان.

## مقارنة بين البلدين
هذه مقارنة عامة ومرجعية للدولتين:
| وجه المقارنة                                              | بالاو                         | كازاخستان                      |
| --------------------------------------------------------- | ----------------------------- | ------------------------------ |
| المساحة (كم2)                                             | 465                           | 2.72 مليون                     |
| عدد السكان (نسمة)                                         | 21.73 ألف                     | 17.95 مليون                    |
| الكثافة السكانية (ن./كم²)                                 | 4.67 ألف                      | 6.6                            |
| العاصمة                                                   | نغيرولمود، كورور              | نور سلطان                      |
| اللغة الرسمية                                             | لغة إنجليزية، اللغة البالاوية | اللغة القازاقية، اللغة الروسية |
| العملة                                                    | دولار أمريكي                  | تينغ كازاخستاني                |
| الناتج المحلي الإجمالي (بليون دولار)                      | 291.54 مليون                  | 159.41 مليار                   |
| الناتج المحلي الإجمالي (تعادل القوة الشرائية) بليون دولار | 326.12 مليون                  | 439.39 مليار                   |
| الناتج المحلي الإجمالي الاسمي للفرد دولار أمريكي          | 13.50 ألف                     | 10.51 ألف                      |
| الناتج المحلي الإجمالي للفرد دولار أمريكي                 | 14.76 ألف                     | 24.23 ألف                      |
| مؤشر التنمية البشرية                                      | 0.780                         | 0.788                          |
| رمز المكالمات الدولي                                      | +680                          | +7                             |
| رمز الإنترنت                                              | .pw                           | .kz، .қаз ‏                     |
| المنطقة الزمنية                                           | ت ع م+09:00                   | ت ع م+05:00، ت ع م+06:00       |

## منظمات دولية مشتركة
يشترك البلدان في عضوية مجموعة من المنظمات الدولية، منها:
| علم المنظمة | اسم المنظمة                        | تاريخ انضمام بالاو | تاريخ انضمام كازاخستان |
| ----------- | ---------------------------------- | ------------------ | ---------------------- |
|             | مؤسسة التنمية الدولية              | 16 ديسمبر 1997     | 23 يوليو 1992          |
|             | الأمم المتحدة                      | 15 ديسمبر 1994     | 2 مارس 1992            |
|             | البنك الدولي للإنشاء والتعمير      | 16 ديسمبر 1997     | 23 يوليو 1992          |
|             | بنك التنمية الآسيوي                | 2003               | 1994                   |
|             | منظمة حظر الأسلحة الكيميائية       | ?                  | ?                      |
|             | مؤسسة التمويل الدولية              | 16 ديسمبر 1997     | 30 سبتمبر 1993         |
|             | وكالة ضمان الاستثمار متعدد الأطراف | 16 ديسمبر 1997     | 12 أغسطس 1993          |
|             | يونسكو                             | 20 سبتمبر 1999     | 22 مايو 1992           |

## وصلات خارجية
- موقع وزارة الخارجية الكازاخستانية